# Itzcóatl
Itzcóatl (del náhuatl: itzcōātl ‘la serpiente de obsidiana’‘ itz-, cuchillo, navaja, obsidiana; cōātl, serpiente’) 1428-1440 fue el cuarto tlatoani de los mexicas, sacerdote y reformador religioso que derrotó a los tepanecas. Era hijo de Ācamāpīchtli, primer tlatoani y de una hija de Tezozómoc, señor de Azcapotzalco.

## Campaña contra Azcapotzalco
Durante su gobierno se realizó la primera gran etapa expansiva mexica. Antes de ser elegido tlatoani se desempeñó como tlacochcálcatl (en náhuatl jefe de la casa de armas, es decir, el máximo cargo militar). Su ascenso ocurrió el 16 de octubre de 1427. Ayudado por Tlacaélel, su cihuacóatl (mujer serpiente, cargo político y religioso equiparable a un vice-regente), se alió con Tlacopan y Texcoco. México-Tenochtitlan en ese entonces no tenía el poder militar para derrotar a los tepanecas, así mismo, la alianza con Texcoco se debió principalmente, porque Maxtla tenía intenciones claras de conquistarla, aunado a que Nezahualcóyotl tenía pugna personal con el tlatoani tepaneca. Años atrás, Maxtla había dado muerte a su padre, Ixtlilxochitl, frente a sus propios ojos. Nezahualcóyotl tuvo que acudir a México-Tenochtitlan para pedir auxilio político a su tío Itzcoatl, ya que Maxtla lo perseguía de manera constante. Por muchos años, Netzahualcoyotl tuvo cobijo por parte de la nobleza mexica. Posteriormente, Nezahualcóyotl recobraría Texcoco  en contra de Azcapotzalco. Cuando Itzcoatl le hace la guerra a Azcapotzalco, pide a Nezahualcóyotl una alianza, recordándole los días que el reino mexica le había dado resguardo.  Con ello, Tlacopan, que era una pueblo básicamente mexica, se formó una triple alianza, cuyos ejércitos Itzcoatl dirigió personalmente en las batalla contra de los tepanecas. 15 días después del inicio de la batalla, Maxtla es derrotado por la Triple Alianza, y a comienzos del 1428 se dio por terminado el dominio tepaneca en el Valle de Anáhuac, siendo Azcapotzalco quemada y saqueada y convertido en un mercado de esclavos.
En ese momento se constituyó la Triple Alianza con Texcoco y Tlacopan como altépetl independientes y reservado el mando militar a Tenochtitlan. 

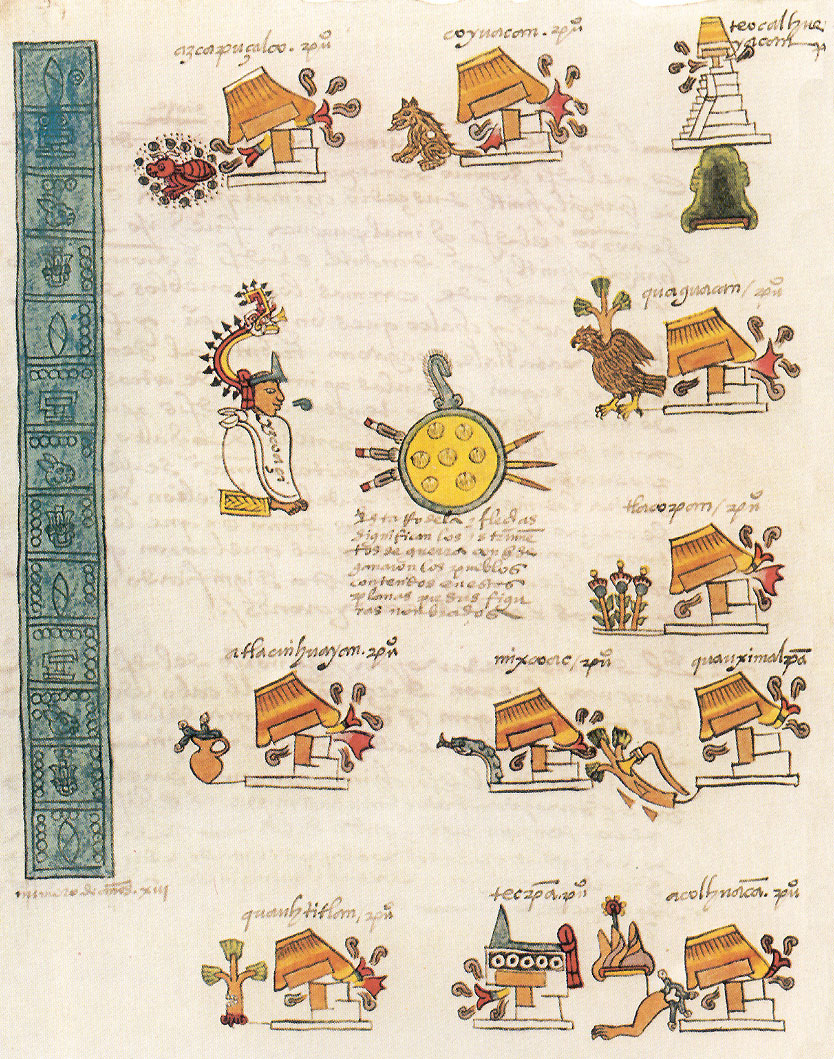
Campañas de Izcoatl, mostradas en el Códice Mendocino.

México-Tenochtitlan, bajo el gobierno de Itzcóatl y el genio de Tlacaelel, conquistó a los altépetl de Mixcoac, Atlacohuayan (Tacubaya), Huitzillopochco (Churubusco), Xochimilco, Teotihuacán y Otompan en 1430, Coyohuacan Coyoacán en 1431, Míxquic en 1432, Cuitláhuac (Tláhuac) en 1433 y Cuauhnáhuac en 1439. Durante esta etapa se construyeron la calzada de Tepeyacac que unía a Tenochtitlan con la ribera norte del lago y los templos del Cihuacoatl y una ampliación adicional (etapa IV) del Templo Mayor dual a Huitzilopochtli y Tlaloc.

## Reforma religiosa mexica

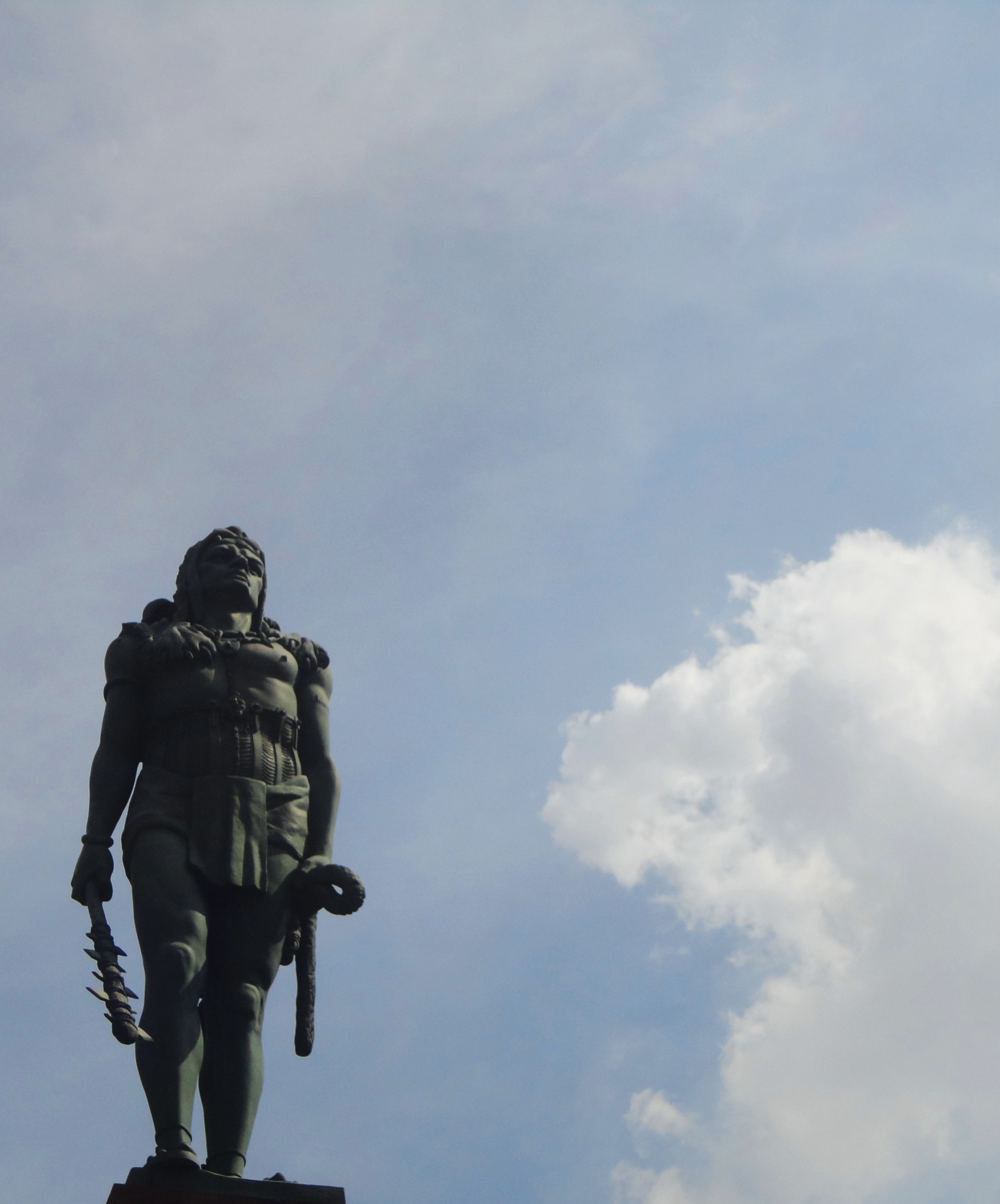
Estatua de Itzcóatl en el Monumento a los Indios Verdes.

La acción más trascendente junto a la campaña militar contra Azcapotzalco fue la reforma religiosa mexica, impulsada por los tlamatinime mexicas encabezados por Tlacaelel. En ella realizó una destrucción de los repositorios de amoxtli [cita requerida](libros, códices),  principalmente del tipo xiuhámatl, es decir, aquellos que consignaban hechos históricos del pasado mexica para crear una serie de conceptos cosmogónicos y cosmológicos sustentantes del origen mítico mexica (como la Leyenda de los Soles, la mayor parte de la teogonía mexica y el origen mítico de Aztlán) y como herederos de la toltecáyotl, es decir, de un linaje tolteca y de la toltequidad, la condensación de los avances civilizatorios mesoamericanos que incluían un lenguaje y discurso iconográfico homogéneo, arte, cultura y usos y costumbres heredados de los pueblos mesoamericanos del Altiplano y heredados de un núcleo religioso milenario. Entre lo reformado está también la promoción definitiva de la importancia sanguínea y del sacrificio humano para la existencia misma del universo (hecho que inició hacia el Epiclásico en las sociedades de Mesoamérica y de la vocación bélica de los mexicas. 
Su sucesor fue Moctezuma Ilhuicamina o Moctezuma I, que continuó la expansión de México-Tenochtitlan.